# Abel Soler Molina
Abel Soler Molina (Albaida, 1972) és un investigador i divulgador de la història, les tradicions i la cultura literària del País Valencià. És doctor en Història Medieval per la Universitat d'Alacant i en Filologia Catalana per la Universitat de València.

## Biografia
Abel Soler, catedràtic de la Universitat de València, va nàixer a Albaida el 1972. En 1995 es va licenciar en Història Medieval a la Universitat d'Alacant i al 2016 va obtenir el doctorat en Filologia Catalana a la Universitat de València i des del 2018 es professor d'aquest matèria en la mateixa universitat i també col·labora en la Universitat Jaume I de Castelló de la Plana.
En l'àmbit acadèmic va descobrir l'autor de la novel·la cavalleresca Curial e Güelfa: Enyego d'Àvalos, gran camarlenc d'Alfons el Magnànim. Aquesta recerca forma part de la seva tesi doctoral dirigida per Antoni Ferrando (2016) i publicada com La cort napolitana d'Alfons el Magnànim: el context de 'Curial e Güelfa (2017) i en l'assaig divulgatiu Enyego d'Àvalos i l'autoria del 'Curial (2018).
Ha publicat articles en revistes científiques d'àmbit estatal i internacional (Caplletra, Revista Valenciana de Filologia, Rivista Italiana di Studi Catalani, Napoli Nobilissima, Estudis Romànics, Anuario de Estudios Medievales, Afers, etc.) i és autor de vora 120 llibres. Hi predominen les síntesis de geografia, història i patrimoni de municipis valencians dels Ports, el Baix Maestrat, el Camp de Morvedre, el Camp de Túria, l'Horta de València, la Ribera Alta, la Ribera Baixa, la Costera, la Safor, la Vall d'Albaida, la Marina Alta i l'Alcoià. Té en curs d'edició en Publicacions de la Universitat de València les actes de diferents Corts Valencianes del segle xv i disposa de monografies temàtiques i obres que estudien personatges clau del Segle d'Or valencià, com Joan Roís de Corella i Joanot Martorell.

## Obres
Com a títols destacables, hi hauria: Oficis tradicionals valencians (en coautoria, (2004), premiat per la Generalitat de València com el millor llibre editat d'aquell any; La Safor. Història i geografia de la comarca (2011); El corsari Jaume de Vilaragut i la donzella Carmesina. El cavaller que inspirà el 'Tirant lo Blanc' ( 2013); Joan Roís de Corella (1435-1497) i Els noms dels pobles valencians. Origen i significat (2023).